# Moutabea chodatiana
Moutabea chodatiana là một loài thực vật có hoa trong họ Polygalaceae. Loài này được Huber mô tả khoa học đầu tiên năm 1902.